# Tamsweger Becken

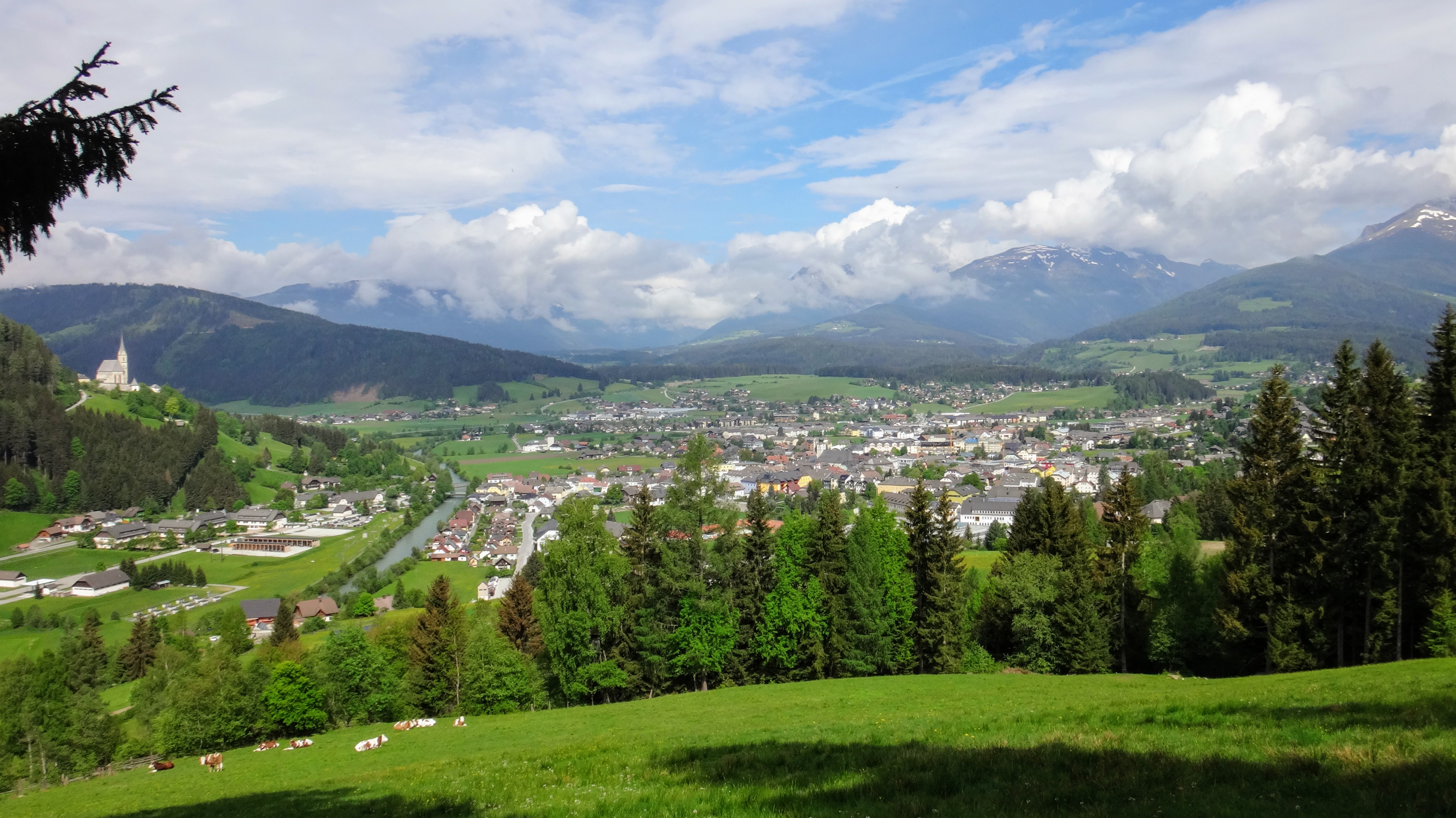
Blick von Osten auf Tamsweg, Salzburg. Im Hintergrund zieht das neogene Tamsweger Becken von der Bildmitte nach rechts, während die Mur heute von links hinter der markanten Kirche St. Leonhard kommt und zum Aufnahmestandpunkt hin umbiegt.

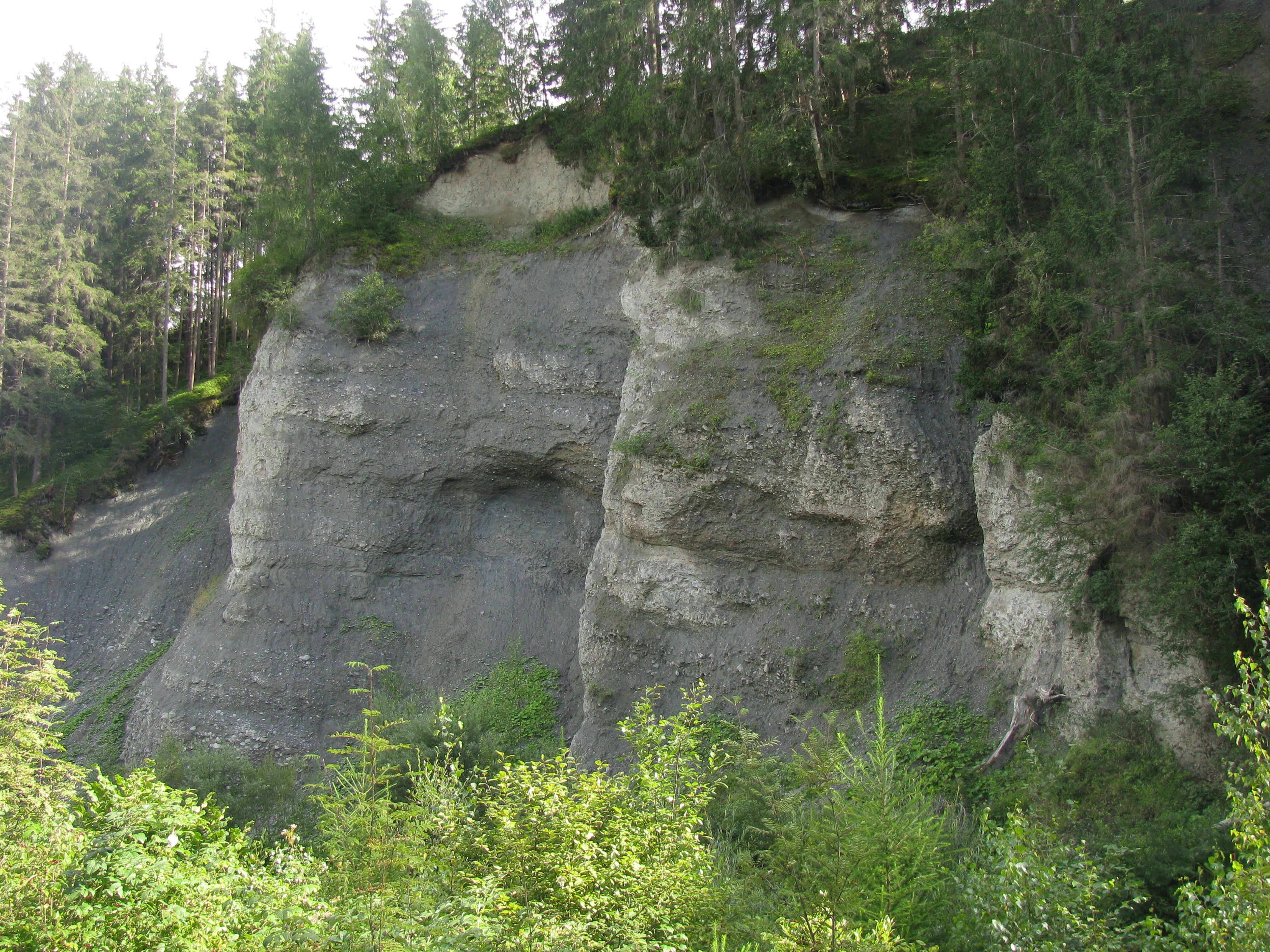
Neogen-Konglomerat-Wand am Göriachbach in St. Andrä

Das Tamsweger Becken ist ein inneralpines Becken im nordöstlichen Lungau. Es ist ein Teil der Norischen Senke, die im Neogen (vormals Jungtertiär) entstand, lange ehe die Mur ihren modernen südlicheren Verlauf von St. Michael über St. Margarethen und Unternberg nach Tamsweg und Ramingstein nahm.
Die neogenen Ablagerungen beginnen an der Basis mit Brekzien und Konglomeraten aus eckigen Gesteinstrümmern beziehungsweise Geröllen aus den benachbarten und unterlagernden oberostalpinen Grundgebirgsdecken (Glimmerschiefer, Paragneis) östlich des Tauernfensters. In der Folge wurden Schiefertone und Sandsteine abgelagert, die mancherorts Braunkohle in wirtschaftlich unbedeutendem Ausmaß führen.
Die Ablagerungen treten in einem schmalen west-ost-streichenden Streifen zwischen Mariapfarr, St. Andrä und den Tamsweger Ortsteilen Wölting, Haiden und Sauerfeld auf, sind jedoch immer wieder von eiszeitlichen Moränen überdeckt.
Im ausgehenden 19. Jahrhundert wurden bei St. Andrä und Wölting erfolglos Versuche unternommen, die geringmächtigen Braunkohleflöze abzubauen.

## Begriffsabgrenzung
Der landschaftliche Begriff Lungauer Becken bezieht sich anders als der obige geologische Begriff auf die im östlichen Zentrallungau vorherrschende Geländegestalt mit den vergleichsweise niedrigen und sanften Bergrücken, die zwischen den Niederen Tauern im Norden, den Hohen Tauern im Westen, den Nockbergen im Süden und den Murbergen im Osten liegen. 